# Longus capitis

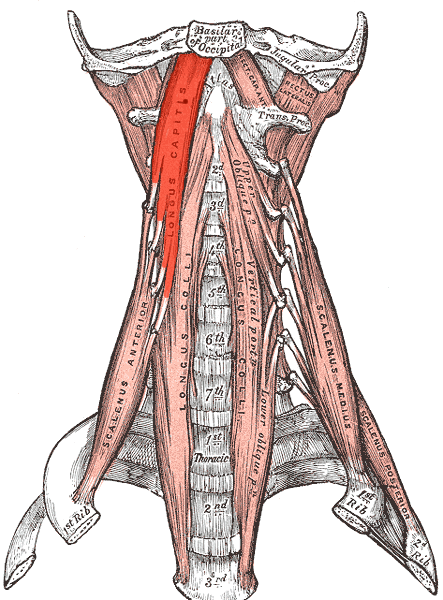
Longus capitis

De musculus longus capitis (Latijn voor lange spier van het hoofd), ook rectus capitis anticus major, is breed en dik boven, smal onder, en ontstaat door een groep van vier pezen in de nek. De spier loopt van de voorste bolling van de dwarsuitsteeksels van de derde tot en met de zesde halswervel, waar hij stijgt en samenvoegt met de spiergroep aan de andere kant van de nek om vervolgens aan te sluiten op het ondervlak van het os occipitale (achterhoofdsbeen). 
De musculus longus capitis heeft de volgende functies:
- Unilateraal:
  - Laterale buiging van het hoofd en de nek
  - Ipsilaterale rotatie van het hoofd
- Bilateraal:
  - Buigen van het hoofd en de nek